# 동사서독
동사서독(중국어 정체자: 東邪西毒, 병음: Dōng xié xī dú 둥세시두[*], 광둥어: dung1 ce4 sai1 duk6 둥채사이둑, 영어: Ashes of Time 애쉬스 오브 타임[*])은 왕가위 감독의 무협영화다. 홍콩 작가 김용의 무협소설 <<사조영웅전>>에 등장하는 인물을 모티브로 전혀 새로운 스타일의 무협 영화를 만들었다. 감독이 새로 편집하여 동사서독 리덕스로 2008년 칸영화제에서 특별상영했다.

## 영화 정보
- 제목은 직역하면 '동쪽의 사악한 인물과 서쪽의 악독한 인물'이지만 실제 영화 등장인물인 '동사'라는 별명을 가진 '황약사'와 '서독'이라는 별명을 가진 '구양봉'을 가리키는 말이다. 이 영화 원작은 김용의 소설 '사조영웅문'이다. 영어 제목인 'Ashes of Time'은 '시간이 남긴 재'라는 뜻이며, 허무함을 표현한 것이다.
- 당시 홍콩 톱스타를 대거 캐스팅하여 촬영을 시작했지만 제작 과정에서 제작비가 눈덩이처럼 불어나자 왕가위 감독은 배우와 스태프를 그대로 활용하여 <<동성서취>>라는 코미디를 찍었다. 왕가위가 제작을 맡은 <동성서취>는 홍콩에서 1993년 2월 5일 먼저 개봉되어 2천 3백만 홍콩 달러의 흥행수익을 올렸다. 반면 <동사서독>은 뒤늦게 완성되어 1994년 9월 17일 개봉되었고 9백만 홍콩 달러의 흥행수익을 올렸다.
- 1994년 개봉 이후 왕가위 감독은 줄곧 영화의 완성도에 신경을 썼고 남아있는 필름을 끌어모아 재편집 작업을 거쳐 <동사서독 리덕스>를 완성하였다. 이 작품은 2008년 칸 국제 영화제에서 최초 공개되었다.
- 영화는 홍콩 무협 작가 김용의 <사조영웅전>에서 모티브를 따왔지만 서독 구약봉, 동사 황약사, 북개 홍칠공 등 등장인물의 이름만 같을 뿐 스토리 전개는 완전히 새롭다.

## 수상정보
- 제14회 홍콩 전영금상장 촬영상(두가풍), 미술감독상(장숙평), 의상디자인상(장숙평) 수상

## 출연진
- 장국영: 구양봉 역
- 양가휘: 황약사 역
- 임청하: 모용언/모용연 역
- 장학우: 홍칠사 역
- 양조위: 맹무살수 역
- 유가령: 도화삼랑 역
- 양채니: 완사녀 역
- 장만옥: 형수 역

## 제작진
- 제작사: 택동영화사(澤東電影有限公司)
- 감독: 왕가위
- 액션감독: 홍금보
- 각본: 왕가위
- 미술: 장숙평, 구위명
- 촬영: 두가풍, 유위강,진위가
- 편집: 장숙평, 담가명 외
- 음악: 진훈기, Roel A. Garcia

## MBC 성우진 (1999년 12월 12일)
- 안지환 - 구양봉 / 서독(장국영)
- 최원형 - 황약사 / 동사(양가휘)
- 황윤걸 - 맹인무사(양조위)
- 박선영 - 자애인(장만옥)
- 엄현정 - 모용언 / 모용연(임청하)
- 박영희 - 완사녀(양채니)
- 이윤연 - 홍칠공(장학우)
- 김아영 - 도화삼랑(유가령)
- 이상범
- 김지영